# Stelletta grubii
Stelletta grubii är en svampdjursart som beskrevs av Schmidt 1862. Stelletta grubii ingår i släktet Stelletta och familjen Ancorinidae. Inga underarter finns listade i Catalogue of Life.